# Circondario di Sala Consilina
Il circondario di Sala Consilina fu uno dei circondari storici italiani, soppressi nel 1927. Aveva una superficie di 1077 km² e comprendeva 27 comuni raggruppati in 7 mandamenti. Secondo il censimento del 31 dicembre 1896 aveva una popolazione di 88.646.

## Istituzione e soppressione
Fu costituito insieme alla provincia di Salerno, di cui era parte, dopo l'annessione del Regno delle Due Sicilie al Regno d'Italia nel 1861. I circondari erano stati istituiti come ente amministrativo subordinato alle province con la Legge Rattazzi (Regio Decreto n. 3702 del 23.10.1859). Con la soppressione dell'ente, tutti i comuni rimasero nella provincia di Salerno.

## Suddivisione in mandamenti
Elenco dei mandamenti con relativi comuni:
- Mandamento di Sala Consilina
Sala Consilina, Atena Lucana, Padula
- Mandamento di Caggiano
Caggiano, Auletta, Pertosa, Salvitelle
- Mandamento di Montesano sulla Marcellana
Montesano sulla Marcellana, Casalbuono
- Mandamento di Polla
Polla, San Pietro al Tanagro, San Rufo, Sant'Arsenio
- Mandamento di Sanza
Sanza, Buonabitacolo, Caselle in Pittari, Morigerati
- Mandamento di Teggiano
Teggiano, Monte San Giacomo, Sassano
- Mandamento di Vibonati
Vibonati, Casaletto Spartano, Ispani, Santa Marina, Sapri, Torraca, Tortorella